# Niphadolepis afflicta
Niphadolepis afflicta är en fjärilsart som beskrevs av Erich Martin Hering 1928. Niphadolepis afflicta ingår i släktet Niphadolepis och familjen snigelspinnare. Inga underarter finns listade i Catalogue of Life.